# 三枝守輝
三枝 守輝（さいぐさ もりてる、正保4年（1647年） - 宝永元年10月18日（1704年11月15日））は江戸時代の旗本。父は三枝守全、母は小出三尹の娘。初名は守真（もりざね）、通称は源八郎、内近、右近。官位は従五位下、能登守。法名は宗恕。妻は丹波国綾部藩主九鬼隆季の娘、後妻は公卿平松時量の娘。子は源八郎（夭折）、三枝守英（時量の娘との間の子）、女子。

## 生涯
承応3年（1654年）、8歳の時に初めて徳川家綱に御目見した。
延宝4年（1676年）、家督を相続して6500石を賜り、500石を弟の三枝守仍に分知した。延宝8年（1680年）に定火消となり、同年のうちに布衣の着用を許された。貞享元年（1684年）に小姓番頭となり、従五位下能登守に叙された。貞享2年（1685年）に稲葉正往が京都所司代を解任されると、この旨を本人へ伝えに赴いた。貞享3年（1686年）に御書院番頭に就任し、元禄5年（1692年）には大番頭に昇進した。元禄8年（1695年）に守輝の家臣である河村甚右衛門が死罪に処せられ、これを受けて叱責されるがその約1ヵ月後に赦免された。元禄10年（1697年）に領地を改められ、陸奥国岩瀬郡と伊豆国加茂郡に合計6500石を賜った。
宝永元年（1704年）に死去した。享年58。跡を嫡男守英が継いだ。

## 参考
- 「寛政重脩諸家譜. 第6輯」（1923年）